# Путешествие Пилигрима (фильм)
«Путешествие Пилигрима» (англ. Pilgrim's Progress: Journey to Heaven) — фильм режиссёра Дэнни Карралеса, снятый в 2008 году по классическому произведению Джона Буньяна.

## Сюжет
Действие перенесено в наши дни. Житель города Разрушения Христианин узнаёт, что это место будет в скором времени уничтожено огнём. Вдобавок его угнетает тяжёлый гнёт греха, который лежит на его плечах. Однако он встречает Евангелиста, который даёт ему свиток и указывает путь избавления. Христианин минует топь уныния, едва не теряет путь, свернув на гору Синай, чуть не погибает от стрел из башни Сатаны, находящей рядом с путём к Тесным Вратам. Однако он благополучно проходит через Врата, откуда привратник Благоволение направляет пилигрима к Истолкователю.
Истолкователь даёт Христианину назидание и показывает несколько видений, после чего направляет ко Кресту. Здесь пилигрим теряет своё бремя, а ангелы вручают ему новый свиток. Далее снова затруднения и снова место отдыха — Украшенный Чертог, где Христианина вооружают для грядущей битвы в Долине Уничижения с Аполлионом. Пилигрим с трудом, но побеждает в этом поединке. Однако далее на его пути появляется полная чудовищ Долина Смертной Тени. При выходе оттуда он встречает своего земляка Верного. Путешествие вместе со спутником на некоторое время облегчает путь, однако Христианину предстоит ещё много разных препятствий, прежде чем ему удаётся попасть в Небесную Страну…

## В ролях
- Дэниэль Крузе — Христианин
- Терри Джернигэн — Верный
- Джеремия Гелзо — Уповающий
- Хьюг МакЛин — Евангелист
- Рид Далтон — великан Отчаяние